# Górki-Kolonia (Kozłów)
Górki-Kolonia – część wsi Kozłów w Polsce położona w województwie mazowieckim, w powiecie garwolińskim, w gminie Parysów.
Do 31.12.2012 samodzielna wieś. Dawniej związana z wsią Gołełąki w gminie Wielgolas w powiecie mińskim.
W latach 1975–1998 Górki-Kolonia administracyjnie należały do województwa siedleckiego.